# Poncione della Marcia
Poncione della Marcia är en bergstopp i Schweiz.   Den ligger i distriktet Locarno och kantonen Ticino, i den sydöstra delen av landet, 120 km sydost om huvudstaden Bern. Toppen på Poncione della Marcia är 2 454 meter över havet, eller 159 meter över den omgivande terrängen. Bredden vid basen är 0,76 km.
Terrängen runt Poncione della Marcia är huvudsakligen mycket bergig. Närmaste större samhälle är Minusio, 16,2 km söder om Poncione della Marcia. 
I omgivningarna runt Poncione della Marcia växer i huvudsak blandskog. Runt Poncione della Marcia är det glesbefolkat, med 12 invånare per kvadratkilometer.